# Fisk (Missouri)
Pour les articles homonymes, voir Fisk.
Fisk est une ville du comté de Butler, dans le Missouri, aux États-Unis,. Située à l'est du comté, elle est incorporé en 1954.

## Démographie
Lors du recensement de 2010, la ville comptait une population de 342 habitants. Elle est estimée, en 2016, à 337 habitants.

## Source de la traduction
- (en) Cet article est partiellement ou en totalité issu de l’article de Wikipédia en anglais intitulé « Fisk, Missouri » (voir la liste des auteurs).